# Michelena
Michelena – miasto w Wenezueli, w stanie Táchira.